# 卡帕特航空

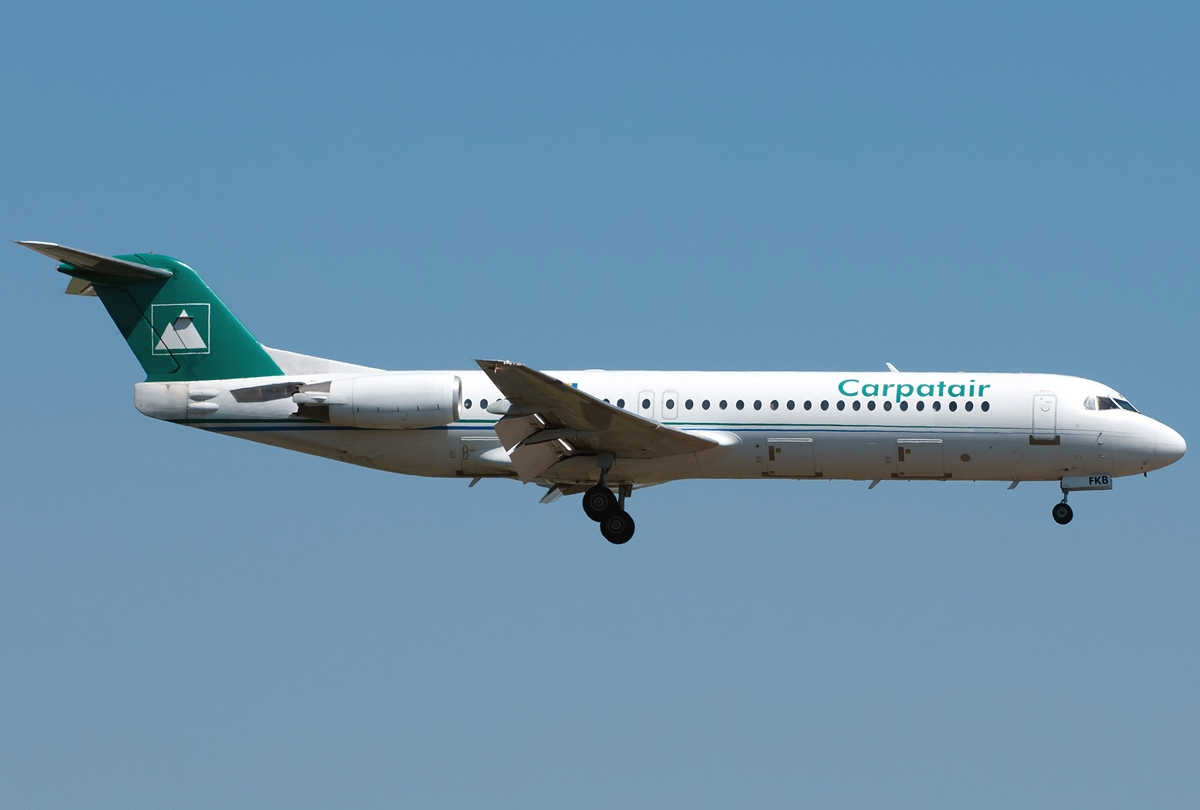
卡帕特航空福克100客機

卡帕特航空（Carpatair，IATA代碼：V3, ICAO代碼：KRP, 呼号：CARPATAIR） ，是羅馬尼亞的一間航空公司，成立於1999年，總部設於蒂米什瓦拉，主要經營羅馬尼亞至歐洲其他地區的航點。

## 機隊

### 現役機隊
統計至2016年8月，卡帕特航空共有3架飛機，均為福克100。

## 外部連結
- 官方网站